# پیتر اچ. جکسون
پیتر اچ. جکسون (انگلیسی: Peter H. Jackson; ۱۵ نوامبر ۱۹۱۲ – ۵ فوریهٔ ۱۹۸۳) قایقران روئینگ اهل بریتانیا بود.